# Szent Márton-körtemplom (Vyšehrad)
A Vyšehrad dombján álló Szent Márton-rotunda (Rotunda svatého Martina) a cseh főváros egyik legrégibb román stílusú műemléke, a cseh fővárosban fennmaradt három rotunda egyike, Prága történelmi belvárosának részeként a kulturális világörökség eleme. A Chotek-kapun az egykori várba lépve rögtön szembeötlik.

## Története
A 11. század vén építtette II. Vratiszláv, alapítója Valószínűleg a vyšehradi káptalan akkori esperese, Márton pap volt, és eredetileg Vyšehrad plébániatemploma lehetett. A 12. és 13. században környékét temetőnek használták.
1420-ban, amikor a husziták megostromolták a várat, a rotunda díszítményeit súlyosan megrongálták. 1528-ban leégett, de újjáépítették.
A harmincéves háború alatt lőporraktár volt. 1719-ben a kápolnát helyreállították, a régi román stílusú bejáratot barokk portállá építették át. A következő években egyéb javításokat is végeztek rajta.
1757-ben a porosz hadsereg annyira megrongálta, hogy II. József használhatatlan kápolnává minősítette. Ezután raktár, műhely, illetve szegények szállása lett. 1841-ben egy tervezett új útvonal kiépítéséhez le akarták bontani, de ezt Karel Chotek grófnak szerencsére megakadályozta.
1875-ben a rotundát 500 aranyért megvásárolta a vyšehradi káptalan. Felújítását František Kočí vyšehradi kanonok anyagi támogatása tette lehetővé. Az épületet Antonín Baum cseh építész és régész tervei szerint újrarománosították. A blokkfalazatot újrafugázták, a barokk portált neorománra építették „vissza”, a nyugati oldalon az eredeti, de az út miatt megközelíthetetlen ajtót kicserélték. Az apszis északi oldalán új ablakot is nyitottak.
A tetőn a kis harangtorony ablakaiba új oszlopokat állítottak. Az ajtókba és ablakokba festett ólomüveggel, a párkányokat stukkóval díszítették. A tornyocskába új, Prágában öntött harangot függesztettek, a tetejébe pedig aranyozott keresztet állítottak.
A rotunda belsejét is rekonstruálták, ekkor készültek a falfestmények.

## Az épület
A kupolával fedett, hengeres kápolna faragott kövekből épült — ezek nagy többsége márga, elszórtan néhány tömb homokkő. A szabályos mértani testek vonalait a keleti oldalon az apszis és a kupola tetején kialakított harangtornyocska töri meg. A henger belső átmérője 6,5 m, fala legfeljebb 95 cm vastag. A kagylóívű apszis a fő részből 2,2 m-rel emelkedik ki.

## Berendezése
A Vyšehrad Codex ihlette bibliai jeleneteket az a Jan Heřman festette, aki Hellich mester tanítványa volt. Más dekorációk František Sequens munkái. A neoromán oltár szlivenkei márványból készült.

## Fordítás
Ez a szócikk részben vagy egészben  a   Rotunda svatého Martina (Vyšehrad) című cseh Wikipédia-szócikk ezen változatának fordításán alapul.  Az eredeti cikk szerkesztőit annak laptörténete sorolja fel. Ez a jelzés csupán a megfogalmazás eredetét és a szerzői jogokat jelzi, nem szolgál a cikkben szereplő információk forrásmegjelöléseként.